# Spinostropheus
 Spinostropheus  ist eine Gattung theropoder Dinosaurier aus der Gruppe der Ceratosauria, die vor ca. 134 bis 131 Millionen Jahren während der Unterkreide (Hauterivium) in Afrika lebte. Diese Gattung ist lediglich durch Wirbel bekannt, die aus zwei Fundorten aus der frühkreidezeitlichen Tiourarén-Formation im Niger stammen. Die einzige Art, Spinostropheus gautieri, wurde anfangs der Gattung Elaphrosaurus zugeschrieben, als Elaphrosaurus gautieri.

## Merkmale
Spinostropheus wird auf eine Länge von vier Metern geschätzt. Von anderen Gattungen lässt er sich durch vier Merkmale an den Wirbeln abgrenzen: Beispielsweise waren die Dornfortsätze breit und rechteckig; außerdem sind die Epipophysen (Fortsätze, die sich über den Postzygapophysen auf der Rückseite der Wirbel befinden) dorsoventral abgeflacht.

## Forschungsgeschichte, Funde und Namensgebung
Der erste Fund besteht aus 16 Wirbeln und wurde 1959 in In Tedreft entdeckt, das etwa 250 km nordwestlich von Agadez gelegen ist. 1960 beschrieb Albert-Félix de Lapparent diese Fossilien als neue Art der jurassischen Gattung Elaphrosaurus – Elaphrosaurus gautieri. Paul Sereno und Kollegen (2004) stellen mit Spinostropheus eine eigenständige Gattung für diese Art auf. Diese Autoren beschrieben des Weiteren eine artikulierte Wirbelsäule, die aus Fako stammt, das etwa 35 km südwestlich von Ingall gelegen ist, und ordneten sie als zweites bekanntes Fossil ebenfalls Spinostropheus zu. Diese Wirbelsäule ist ab dem dritten Halswirbel bis einschließlich der vorderen Kreuzbeinwirbel vollständig und inklusive Halsrippen und fragmentarischen Rückenrippen überliefert. Beide Fundorte werden zur frühkreidezeitlichen Tiourarén-Formation gezählt, einer Einheit der Tegama-Gruppe.
Der Name Spinostropheus (gr. spinos – „Stachel“, strophe – „Wirbel“) weist auf die stark ausgeprägten Epipophysen der Halswirbel. Der von Lapparent (1960) vergebene zweite Teil des Artnamens, gautieri, ehrt den Entdecker des Fundorts, den Geologen F. Gautier.

## Systematik
Spinostropheus gilt als ein basaler (ursprünglicher) Vertreter der Ceratosauria und wird als solcher außerhalb der Abelisauroidea klassifiziert. Verwandte Gattungen schließen Ceratosaurus, Elaphrosaurus, Limusaurus und Deltadromeus mit ein.